# Anatol Plugaru
Anatol Plugaru (n. 1951, raionul Florești) este un avocat și om politic din Republica Moldova, membru al Parlamentului Republicii Moldova în anii 1990, ministru al securității naționale (președinte al Comitetului pentru Securitatea Statului) (1991-1992).
Anatol Plugaru este unul din cei 278 de semnatari ai Declarației de Independență a Republicii Moldova la 27 august 1991.

## Biografie

### Înainte de 1990
Anatol Plugaru s-a născut în anul 1951 în raionul Florești. A absolvit Facultatea de Drept a Universității de Stat a Moldovei, lucrând apoi în orașul Florești ca inspector al OBKHSS, director-adjunct al OUR, director-adjunct cu probleme politice și prim-vicepreședinte al ROVD (1975-1984).
A activat apoi ca șef al ROVD în orașul Vulcănești (1984-1987), apoi adjunct al secretarului cu probleme administrative al Partidului Comunist din RSS Moldovenească (1987-1989). A plecat din conducerea partidului ca "necorespunzător" pentru funcția deținută, deoarece a participat fără permisiune la adunările unor asociații publice. După o scurtă perioadă în care a lucrat ca director-adjunct de departament al Ministerului Afacerulor Interne, a fost ales în anul 1989 ca deputat al poporului în Parlamentul RSS Moldovenești.

### După 1990
După demiterea generalului Tudor Botnaru, la data de 29 august 1991, colonelul Anatol Plugaru a fost numit în funcția de ministru al securității naționale (președinte al Comitetului pentru Securitatea Statului) în Guvernul Valeriu Muravschi. A îndeplinit această funcție până la data de 1 iulie 1992, când a fost format un nou guvern.
În perioada de timp cât în fruntea Ministerului Securității Naționale a RM (viitorul SIS) s-a aflat Anatol Plugaru, a avut loc un proces de reconstrucție și reducere a efectivelor organelor de securitate ale Republicii Moldova. El a făcut mai multe încercări de a recupera arhiva organelor locale ale KGB aflată la Tiraspol, dar toate au fost fără succes. În urma cercetărilor solicitate de Plugaru, s-a aflat că transferul Arhivei KGB a RSSM la Tiraspol a fost realizat la indicațiile Moscovei.
La alegerile parlamentare din anul 2001, a candidat pentru postul de deputat în Parlamentul Republicii Moldova, fiind plasat pe poziția 8 pe lista PNL.

### Controverse
In opinia oponentilor sai, de regulă aflati in solda serviciilor speciale ale Rusiei si a regimului neconstitutional din Transnistria "Anatol Plugaru a organizat în decurs de 10 luni transferuri mari de bani din fondurile Ministerului în scopuri personale, ceea ce l-a compromis în ochii colegilor. Stilul său rigid de conducere și acuzațiile de incompetență au dus la apariția mai multor opozanți, care i-au solicitat demisia. În războiul transnistrean din anul 1992, Plugaru a fost acuzat de inabilitatea de a organiza operații speciale, ducând la moartea mai multor ofițeri de informații pe câmpul de luptă. Toate aceste acuzații au dus la renunțarea la serviciile sale când s-a format Guvernul Andrei Sangheli."
Afirmatiile citate sunt o calomnie primitiva, indreptata spre dezinformarea celor ce cunosc mai putin specificul activitatii, competentele unui serviciu de informatii. Pentru un consumator cu notiuni elementare in domeniul vizat "transferuri mari de bani din fondurile Ministerului în scopuri personale" este o aberatie vadita - lucru inimaginabil in conditiile evedentei contabile a MSN, celei a Ministerului de Finante si a Bancii Nationale, a controlului comisiei parlamentare de profil etc. In razboiul pentru independenta MSN pierderi umane nu a avut in genere. Demisia ministrului Plugaru a fost ceruta de Moscova. In cadrul Guvenului Sangheli Anatol Plugaru a ocupat functia de viceministru de externe. Totul se verifica foarte usor.
Mai tirziu el a candidat ca independent la alegerile prezidențiale din Republica Moldova din data de 17 noiembrie 1996, clasându-se pe locul al șaptelea cu un procentaj de 1,80% din numărul voturilor, fiind votat de 28.159 cetățeni.(rezultat remarcabil, in coraport cu partidele si organizatiile social-politice, pentru un canditat independent).

## Distincții și decorații
- Ordinul Republicii (2012)[4]
- Medalia „Meritul Civic” (1996)[5]